# Малая Хариусная (приток Усьвы)
Малая Хариусная — река в Горнозаводском городском округе Пермского края, приток Усьвы. Впадает в Усьву слева в 206 км от её устья. Длина реки 19 км. Истоки у восточного подножия горы Хариусный Камень, примерно в 13 км юго-восточнее посёлка Средняя Усьва. Основное направление течения — на север.

## Данные водного реестра
По данным государственного водного реестра России, река относится к Камскому бассейновому округу, бассейн реки Кама, подбассейн — Кама до Куйбышевского водохранилища (без бассейнов рек Белой и Вятки), водохозяйственный участок реки — Чусовая от в/п пгт. Кын до устья. Код объекта в государственном водном реестре — 10010100712111100011412.